# Pai Mārire

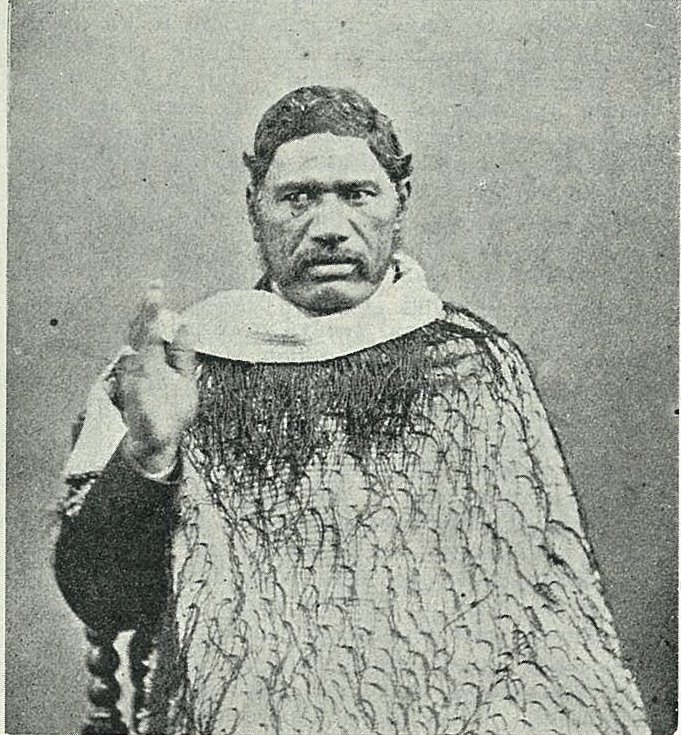
Pai Mārire fue fundado por Te Ua Haumene. (1866)

El movimiento Pai Mārire —comúnmente conocido como Hauhau— fue una religión o culto maorí sincrético fundado en Taranaki por el profeta Te Ua Haumene. Floreció en la Isla Norte, Nueva Zelanda desde aproximadamente 1863 hasta 1874.
Pai Mārire incorporó elementos bíblicos y maoríes y prometió a sus seguidores la liberación de la dominación pakeha. Aunque fundado por motivos pacíficos, su nombre significa «bueno y pacífico», Pai Mārire se hizo más conocido por una forma extremista de la religión conocida por los europeos como «Hauhau». El auge y la propagación de la expresión violenta de Pai Mārire fue en gran parte una respuesta a las operaciones militares del gobierno de Nueva Zelanda contra los maoríes de la isla Norte, que tenían por objeto ejercer la soberanía europea y obtener más tierras para el asentamiento de los blancos; el historiador B.J. Dalton afirma que, después de 1865, los maoríes en armas se denominaron casi invariablemente Hauhau.
El gobernador George Grey lanzó una campaña de represión contra la religión en abril de 1865, que culminó con el asalto a docenas de aldeas en Taranaki y en la costa este y el arresto de más de 400 adherentes, la mayoría de los cuales fueron encarcelados en las Islas Chatham. Elementos de la religión fueron incorporados en la religión Ringatū formada en 1868 por Te Kooti, quien escapó de las Islas Chatham después de estar encarcelado allí.
En el censo de Nueva Zelanda de 2006, 609 personas identificaron a «Hauhau» como su religión.

## Levantamiento del profeta
Te Ua Haumene nació en Taranaki, Nueva Zelanda, a principios de la década de 1820. Él y su madre fueron capturados y esclavizados por una tribu rival en 1826. Aprendió a leer y escribir en maorí mientras estaba en cautiverio y comenzó a estudiar el Nuevo Testamento. Fue bautizado por el reverendo John Whiteley en la misión wesleyana en Kawhia en 1834 y recibió el nombre de Horopapera Tuwhakararo, una transcripción del nombre John Zerubbabel.  Más tarde regresó a Taranaki.
Durante la década de 1850 se convirtió en partidario de la Monarquía maorí, que se oponía a una mayor expansión de la soberanía europea y la venta de tierras a los colonos europeos, y en la década de 1860 luchó contra las fuerzas coloniales en la primera guerra de Taranaki, y la Invasión de Waikato, en la que también actuó como capellán de los soldados maoríes. A principios de la década de 1860, Te Ua formaba parte de una runanga —junta de administración local—, que administraba el gobierno local y también aseguraba que el límite de la tierra que estaba cubierta por el mana del rey maorí no estaba perturbada.
Para entonces se establecieron las piedras angulares de la enseñanza religiosa de Te Ua. Creía que los maoríes tenían derecho a defender los límites de su territorio; creía en la salvación nacional de los maoríes de los colonos blancos; y sospechaba que los misioneros estaban ayudando e instigando la pérdida de tierras maoríes. La elevación de Te Ua al papel de profeta siguió a un incidente en septiembre de 1862 en el que el vapor británico Lord Worsley fue destruido en la costa de Taranaki y los maoríes locales debatieron qué medidas deberían tomarse con la carga y la tripulación. Te Ua, que entonces vivía en Wereroa Pă, cerca de Waitotara, argumentó que los bienes rescatados de la embarcación debían enviarse a Nueva Plymouth sin tocar, pero se ignoró y la carga fue saqueada. El 5 de septiembre, agraviado por lo ocurrido, afirmó haber experimentado una visión en la que el Arcángel Gabriel, le anunció que los últimos días de la Biblia estaban cercanos y que Dios lo había elegido como un profeta que expulsaría a los Pakeha y restauraría a Israel (el maorí) a su derecho de nacimiento en la tierra de Canaán (Aotearoa / Nueva Zelanda), añadiendo un aspecto religioso al tema de la independencia de los maoríes, que hasta entonces había sido un movimiento puramente político.
Hay informes contradictorios sobre la respuesta de Te Ua a la visión: se dice que mató a su hijo, explicando en una carta que circuló para las tribus que fue como una redención para su pueblo, «olvidadizo, desolado y en duda», mientras que también hay afirmaciones de que rompió la pierna del niño y la curó milagrosamente. Cuando los informes sobre Te Ua comenzaron a circular, rápidamente se ganó la reputación de tener otros poderes milagrosos. La opinión entre los colonos fue menos comprensiva: el obispo William Williams afirmó que Te Ua mostraba fuertes signos de locura y el soldado e historiador colonial TW Gudgeon afirmó que hasta el momento había sido considerado como un «lunático inofensivo» de «intelecto débil, pero incluso así de disposición pacífica».

## Formación y difusión de la religión
Te Ua comenzó a formular su nueva religión, completa con un libro sagrado, Ua Rongo Pai (el «Evangelio según Ua») que combinaba elementos de la moralidad del Antiguo Testamento, la doctrina cristiana y la religión tradicional maorí. Su objetivo era crear una sociedad pacífica en la que prevaleciera la justicia. Creían que eran un segundo Pueblo Elegido y que, con la ayuda divina, recobrarían el control de su tierra hereditaria,  cuando el Creador, Jehová, luchó por ellos y llevó al inglés al mar. Para ayudarlo a propagar la religión, Te Ua eligió a tres hombres: Tahutaki, Hepenaia y Wi Parara.
La aceptación de la religión por parte de algunos maoríes también marcó un rechazo al cristianismo y una desconfianza de los misioneros sobre su participación en la compra de tierras.
La religión obtuvo un amplio apoyo entre los maoríes de las islas del norte y se asoció estrechamente con el movimiento del rey maorí, pero también se convirtió en causa de profunda preocupación entre los colonos europeos, ya que unió a las tribus en oposición a los pakeha, y ayudó a inspirar feroz resistencia militar a las fuerzas coloniales, particularmente durante la Segunda Guerra Taranaki en curso en ese momento (1863-1866).

### Ataque de Ahuahu, abril de 1864
Entre los colonos, la existencia de la nueva religión se enfocó dramáticamente con una serie de ataques en abril y mayo de 1864. El 6 de abril, una fuerza liderada por Tahutaki y Hepenaia montó una expedición a la aldea de Ahuahu, situada en medio de un bosque denso al sur de Oakura, cerca de Nueva Plymouth, creyendo que algún pakeha sería entregado en sus manos. El grupo sorprendió a una fuerza combinada del 57.º Regimiento y los recién formados Colonos Militares de Taranaki, un total de 101 hombres, mientras descansaban sin sus armas durante una misión para destruir los cultivos nativos. La fuerza maorí mató a siete e hirió a 12 de sus enemigos. Los cuerpos de los siete muertos, incluido su comandante, el capitán PWJ Lloyd, fueron desnudados y decapitados. La pierna de uno de los soldados también fue cortada.
La fácil victoria de los maoríes sobre la fuerza liderada por los británicos numéricamente más fuerte dio un poderoso impulso al movimiento Pai Mārire y confirmó en la mente de muchos maoríes la protección del Arcángel Gabriel, de quien ahora se consideraba a Te Ua como un profeta. El número de adeptos aumentó y los ritos de Pai Mārire continuaron desarrollándose, algunos incorporando las cabezas cortadas de los soldados muertos, a través de los cuales Te Ua decía comunicarse con Jehová.

### Asalto en Sentry Hill, abril de 1864
Tres semanas después, el 30 de abril de 1864, 200 guerreros demostraron su fe en la protección divina cuando marcharon al reducto de Sentry Hill, 9 km al noroeste de Nueva Plymouth. El reducto, en la cima de una colina, fue defendido por 75 soldados imperiales y dos morteros Coehorn. Atiawa Maorí vio la construcción del puesto de avanzada en sus tierras como un desafío y formó un partido de guerra de los mejores combatientes de la costa oeste de iwi. Cuando fueron atacados a corta distancia, se protegieron de la descarga únicamente levantando sus manos derechas y cantando. Tanto como una quinta parte de la fuerza maorí murió en el asalto.
En una entrevista de 1920 con el historiador James Cowan, Te Kahu-Pukoro, un luchador que participó en el ataque, explicó: «La religión Pai-Marire era entonces nueva, y todos estábamos completamente bajo su influencia y creímos firmemente en la enseñanza de Te Ua y sus apóstoles. Hepanaia Kapewhiti estaba a la cabeza de la guerra. Fue nuestro profeta. Nos enseñó el Pai-marire karakia (canto) y nos dijo que si lo repetíamos cuando entramos en batalla, con el pakeha. Las balas no nos golpearían. Esto es lo que todos creímos».
Dirigidos por Hepanaia, los guerreros participaron en ceremonias sagradas alrededor de un poste en Manutahi pā, con todos los principales jefes de Taranaki presentes: Wiremu Kīngi y Kingi Parengarenga, así como Te Whiti y Tohu Kākahi, quienes luego se convertirían en profetas en Parihaka. La fuerza, armada con mosquetes, escopetas, hachas y lanzas, marchó a Sentry Hill y a las 8 a. m. lanzó su ataque, ascendiendo la pendiente que conducía al reducto. Te Kahu-Pukoro recordó:

No nos agachamos ni nos arrastramos mientras avanzábamos sobre el reducto; Marchamos en posición vertical (haere tu tonu), y al acercarnos al fuerte cantamos constantemente nuestro himno Pai-Marire.
 Los soldados que estaban todos escondidos detrás de su alto parapeto, no abrieron fuego contra nosotros hasta que estuvimos cerca. Luego las balas se espesaron entre nosotros y se cerraron como los dedos en mi mano. Los soldados tenían sus rifles apuntando a través de las lagunas en el parapeto y entre los espacios en la parte superior (entre bolsas llenas de arena y tierra), y así podían lanzarnos un fuego terrible con perfecta seguridad para ellos mismos. Había dos gradas de rifles ardiendo en nosotros. Continuamos nuestro avance, disparando y gritando nuestros gritos de guerra. Ahora gritamos el hechizo 'Hapa' ('Pasar por encima') que Hepanaia nos había enseñado a hacer que las balas volaran inofensivamente sobre nosotros: '¡Hapa, hapa, hapa! Hau, hau, hau! Pai-marire, rire, rire ... ¡hau! Mientras lo hacíamos, manteníamos nuestras manos derechas levantadas, con las palmas hacia delante, al nivel de nuestras cabezas, el signo del ringa-tu. Creímos, evitaríamos las balas del enemigo; era la fe con la que todos nos habíamos inspirado por Te Ua y sus apóstoles.
Las balas llegaron a través de nuestras filas. '¡Hapa, hapa!' Nuestros hombres gritaron después de disparar, pero cayeron. 'Hapa!' un guerrero lloraría, con su mano derecha levantada para evitar las balas del enemigo, y con un jadeo, como ese, caería muerto. El tuakana (hermano mayor) en una familia caería con '¡Hapa!' en sus labios, entonces el teina (hermano menor) caería; entonces el viejo padre caería muerto junto a ellos.

Alrededor de 34 maoríes y un soldado imperial fueron asesinados. Entre los muertos a quemarropa se encontraban los jefes Hepanaia, Kingi Parengarenga (Taranaki), Tupara Keina (Ngatiawa), Tamati Hone (Ngati Ruanui) y Hare Te Kokai, que habían defendido el ataque frontal contra el reducto. Según Cowan, la matanza debilitó temporalmente la nueva confianza en Pai-Marire, pero Te Ua tuvo una explicación satisfactoria: que los caídos eran los culpables porque no tenían una fe absoluta en la religión, o en el encantamiento.

### Batalla de Moutoa, mayo de 1864
Dos semanas después, el 14 de mayo, un grupo de guerra Pai Mārire del río Whanganui superior, avanzó hacia el asentamiento de Whanganui, con la intención de atacarlo. En lo que se conoció como la Batalla de Moutoa, Lower Whanganui kupapa (maoríes leales a la reina) encaminado el partido de la guerra, matando a 50 de ellos, incluyendo el profeta Matene Rangitauira.
Los colonos aliviados erigieron el primer memorial de guerra de Nueva Zelanda en el sitio, hoy conocido como Moutoa Gardens, con una inscripción que decía: «A la memoria de esos valientes hombres que cayeron en Moutoa el 14 de mayo de 1864 en defensa de la ley y el orden contra el fanatismo y la barbarie».

### Asesinatos en la costa este, marzo, abril de 1865
Los reveses en Sentry Hill y de la isla Moutoa reforzaron la creencia de los maoríes en el movimiento de Te Ua, con la convicción de que las derrotas fueron causadas por la desobediencia al líder de los profetas Hepanaia y Matene. Más iwi se unieron a Te Ua. A principios de 1865, se enviaron emisarios con cabezas secas ahumadas, de Taranaki al jefe Hirini Te Kani en Poverty Bay a través de Whanganui y Taupo en dos grupos: uno a través de Rotorua, Whakatane, Opotiki y East Cape, y el otro a través del centro de la isla vía Ruatahuna y Wairoa.
Se instruyó a los emisarios para que procedieran pacíficamente y obtuvieran el apoyo de las tribus que pasaron, delegando sus poderes espirituales a los principales conversos de cada tribu, quienes asumieron los deberes del sacerdote Pai Mārire. Pero el 23 de febrero, el grupo se enfrentó en Pipiriki en la orilla este del río Whanganui con los maoríes leales al gobierno de Nueva Zelanda y, a partir de ese momento, decidieron asesinar a los misioneros que encontraran.
Entre los colonos europeos, la inquietud creció ante la fuerte influencia de Pai Mārire. En una carta al ministro de Asuntos Maoríes, el magistrado residente del Centro Whanganui advirtió: «El fanatismo de los hauhau se está extendiendo muy rápidamente en la provincia, y me temo que será la causa de una grandes conflictos. Ahora es el pilar del movimiento King».
La advertencia llegó demasiado tarde para salvar la vida de un misionero de la Isla Norte. En Taupo el grupo de reclutamiento de Pai Mārire saqueó la casa del reverendo Thomas Samuel Grace y en Opotiki el 2 de marzo se disparó, ahorcó y decapitó al reverendo Carl Sylvius Völkner nacido en Alemania. Su cabeza fue llevada a la iglesia local, donde el profeta Kereopa Te Rau le quitó los ojos y se los comió. Se afirmó que el asesinato era en parte una venganza por las actividades de Volkner al espiar a los maoríes locales para el gobierno, pero también pudo haber sido motivado por el deseo de Kereopa de tomar represalias del gobierno en contra de la población local maorí de Te Whakatōhea, como venganza por una batalla intertribal anterior con su Te Arawa iwi.

## Supresión del gobierno
El 29 de abril de 1865, el gobernador George Gray emitió una proclamación condenando los «actos de revuelta ... repugnantes a toda la humanidad» llevados a cabo por los seguidores de Pai Mārire y advirtió que el gobierno «resistirá y reprimirá con la fuerza de las armas si es necesario, y por todos los medios mi poder, doctrinas fanáticas, ritos y prácticas del personaje mencionado».
Horomona y Kirimangu fueron ahorcados por sus asesinatos el 22 de julio en la goleta Kate y una coalición de gobierno y fuerzas leales maoríes dirigidas por el superintendente de la provincia de Hawke's Bay, Donald McLean, se embarcó en una misión para aplastar a la religión en la costa este. De junio a octubre de 1865 hubo una guerra civil en la costa este que culminó en la batalla de Waerenga-a-Hika en la Bahía de la Pobreza en noviembre. Cientos de seguidores fueron arrestados en la campaña, mientras que en Taranaki una campaña separada liderada por el comandante británico, cada vez más reacio, el general Duncan Cameron, allanó decenas de aldeas para arrestar a cientos de adeptos. En febrero de 1866 Te Ua fue capturado cerca de Opunake en Taranaki por el reemplazo de Cameron, el Mayor General Trevor Chute, que afirmó que Te Ua fue abandonado inmediatamente por todos los que estaban en su pueblo, que juraron lealtad a la Corona y fueron liberados. Informó que kupapa (leal) maorí urgió su ejecución inmediata. Te Ua fue llevado a Whanganui, escribiendo, en camino, a sus partidarios de la Isla Norte, instando a: «Que se ponga fin al mal... para que el General cese sus operaciones contra mi».
Te Ua y Patara fueron liberados en Auckland y la mayoría de los otros líderes fueron perdonados, pero Gray transportó a 400 seguidores de la costa este, incluido Te Kooti, a las islas Chatham para su encarcelamiento.  Los elementos de Pai Mārire se incorporaron más tarde a la religión Ringatu fundada por Te Kooti. Te Ua murió en Oeo en Taranaki en octubre de 1866.

## Ritos y creencias
Los seguidores de Te Ua se identificaron con los judíos, llamaron a sus ministros Teu (judíos) y aceptaron el Sabbat del séptimo día de los judíos. Creían que eran un segundo pueblo elegido y que, con la ayuda divina, regresarían del desierto a la libertad en su tierra hereditaria. Te Ua enseñó que el Creador, Jehová, lucharía por ellos y llevaría a los ingleses al mar.
Cuando el último enemigo hubiera perecido, todos los maoríes que habían muerto desde el principio del mundo resucitarían y se encontrarían en presencia de Zorobabel, curado de todas las enfermedades y padecimientos. Enviarían hombres del cielo para enseñar a los maoríes todas las artes y ciencias conocidas por los europeos. Su primer gran día de liberación sería en diciembre de 1864. Instó a los hombres y mujeres a abandonar la monogamia y vivir juntos en comunidad para producir el mayor número posible de niños.
Los servicios se llevaban a cabo en un niu, un poste alto, a menudo de unos 18 metros de altura, con patios de los que colgaban cuerdas. El primero de estos niu fue el mástil del buque Lord Worsley. Los miembros de la congregación rodeaban al niu varias veces al día, cantando y tocando una cabeza cortada montada en un palo mientras los sacerdotes dirigían los servicios de oración. El historiador Babbage escribió: «Los adoradores actuaban en un estado cercano al frenesí durante el procedimiento del ritual, hasta que la catalepsia los postró con frecuencia».
Un comentarista europeo describió los cantos como devotos que rodeaban a los niu como «una mezcla de conceptos cristianos y antiguos, de términos de soldado y marinero, del idioma maorí y del inglés, con la contraseña o palabras clave del culto intercalado». Se dijo que los «ángeles del viento» estaban presentes durante el servicio, ascendiendo y bajando las cuerdas que colgaban del brazo del mástil. A fines de 1865, un niu se encontraba en casi todos los pueblos grandes desde Taranaki hasta la Bahía de Plenty y desde el norte del distrito de Wellington hasta la frontera de Waikato.

### Los cantos
El historiador James Cowan describió muchos de los cánticos como «simples cadenas sin sentido de palabras en inglés que se convirtieron en un maorí más suave ; otros fueron transliteraciones o malas pronunciaciones de partes de los servicios de la Iglesia de Inglaterra, con una pizca de latín del ritual católico romano». Algunas frases «Eran órdenes militares, recogidas en los campamentos de soldados. Algunas otras mostraron un origen náutico; Te Ua encajonó la brújula como cualquier marinero pakeha».
El canto empezaba:
 Kira, wana, tu, tiri, wha—Teihana!
 Rewa, piki rewa, rongo rewa, tone, piki tone—Teihana!
 Rori, piki rori, rongo rori, puihi, piki puihi—Teihana!
 Rongo puihi, rongo tone, hira, piki hira, rongo hira—Teihana!
 Mauteni, piki mauteni, rongo mauteni, piki niu, rongo niu—Teihana!
 Nota, no te pihi, no te hihi, noriti mino, noriti, koroni—Teihana!
 Hai, kamu, te ti, oro te mene, rauna te niu—Teihana!
 Hema, rura wini, tu mate wini, kamu te ti—Teihana!
Traducción:
Matar, uno, dos, tres, cuatro ... ¡Atención!
Río, río grande, río largo, piedra, piedra grande ... ¡Atención!
Camino, camino grande, camino largo, arbusto, arbusto grande ... ¡Atención!
Arbusto largo, piedra larga, colina, colina grande, colina larga ... ¡Atención!
Montaña, montaña grande, montaña larga, bastón grande, bastón largo: ¡Atención!
Norte, norte-este, nor-nor-este, nor-este-norte, noreste, colonia ... ¡Atención!
Vengan a tomar el té, todos los hombres, alrededor de la niu ... ¡Atención!
Sem, gobierna el viento, demasiado viento, ven al té ... ¡Atención!

### Divina protección en batalla
Te Ua enseñó que el servicio divino y la estricta adhesión a sus instrucciones los harían impermeables a las balas si, cuando estaban bajo fuego, alzaran su mano derecha y gritaran: "¡Hapa! ¡Hapa! Pai Mārire, Hau! ¡Hau! ¡Hau!". Hapa significaba pasar, o alejarse, mientras la exclamación ¡Hau! al final de los coros, dicho por un soldado que lo pronunciaba de forma que sonaba como el ladrido de un perro, tenía un significado literal de «viento» pero se refería al principio de vida o chispa vital del hombre, mientras que Los ángeles del viento fueron nombrados «Anahera hau».